# Prezzo base
Nel sistema della contabilità nazionale, conforme alle definizioni concordate a livello internazionale (SNA 1993, Sec95), il prezzo base è il prezzo che il produttore può ricevere dall'acquirente per una unità di bene o servizio prodotta, dedotte le eventuali imposte da pagare su quella unità quale
conseguenza della sua produzione e della sua vendita (IVA, imposte di fabbricazione sugli olii minerali o sull'energia elettrica, imposte indirette sulle importazioni, ecc.), ma compreso ogni eventuale contributo da ricevere su quella unità quale conseguenza della sua produzione o della sua vendita (contributi agli olivicultori, alle aziende comunali di trasporto, alle Poste, ecc.). Sono escluse le spese di trasporto fatturate separatamente dal produttore mentre sono inclusi i margini di trasporto addebitati dal produttore sulla stessa fattura, anche se indicati come voce distinta.
Si tratta del prezzo sulla cui base il produttore compie le proprie scelte, in quanto rappresenta l'ammontare effettivo da lui ricevuto.